# 赤子乘龙
《赤子乘龙》是中国大陆于2004年拍摄的古装电视剧。剧情讲述了人龙之间的一场情迷之战。

## 主要角色
| 演員    | 角色   | 介紹 |
| 任泉    | 李斌   | 太子殿下 皇帝之子，善良老实，由于人龙两族之间势不两立，与水玲珑经过了无数的曲折和磨难。 |
| *李铭顺 | 严成   | 国师 本为平民，喜欢翡翠，与王明珠有婚约。随后加入了李敖的伏魔兵团，得到李敖赏识而成为国师，却不愿意对付龙族。 后因为其母遭李敖下毒被其威胁，先后杀害龙太子和龙紫霞，与姚烈一同陷害李斌将龙王害死，更对姚烈赶尽杀绝。 其母最终病入膏肓而死后，认识到自己的过错，不再效忠李敖，但最终不敌化为魔龙的姚烈。 明珠毁容时，决定与她成为有名无实的夫妻。龙珠归位后，水玲珑离开翡翠的身体，翡翠也死而复生，最终和翡翠成亲过活。                     |
| *崔鹏   | 姚烈   | 小白龙 龙族侍卫，因遭到皇帝追杀而重伤，幼时被长公主收养栽培而取得现名（第3集）。与严成一同加入了李敖的伏魔兵团，目的是为了当卧底。 最终因水玲珑喜欢上李斌而恼羞成怒，对龙太子被杀见死不救（第33集），与严成一同陷害李斌将龙王害死（第35集），甚至为从南斗星君得到天下第一魔功而将明珠毁容（第37集），并杀死了李敖（第37集）和王吉利（第38集）），威胁水玲珑与他成亲。 最终龙珠归位而被降服，彻底悔改，与明珠和孩子一家三口过活（第40集）。 |
| *李小璐 | 水玲珑 | 龙公主 前身為严成之好友、王吉利之养女翡翠；刚开始误打误撞认识李斌，随后因遭独角龙挟持作为挡箭牌而遭皇兵放箭射死而附身于翡翠身上，制造翡翠死而复生的假象。随后与小白龙、龙太子等龙群重逢，并救出龙王。 |
| *高雄   | 李敖   | 皇帝 因无法借得龙珠，污蔑龙族企图谋反而冰封龙王，组成黑武士与伏魔兵团对龙族与包庇者赶尽杀绝，连左右手即长公主的驸马被他杀害。 得知元宝为长公主未死之子后，三番四次被元宝调戏而中计。 龙王归来后，决定再度剿灭龙族而对严成母亲下毒，逼严成杀死龙太子和龙紫霞，更陷害李斌害死龙王，但也同时被龙王震断筋脉。（第33集-第35集） 最终为救李斌而被变成魔龙的姚烈反击父子阵而死（第37集）。                                                        |